# Pollancre d'Elx

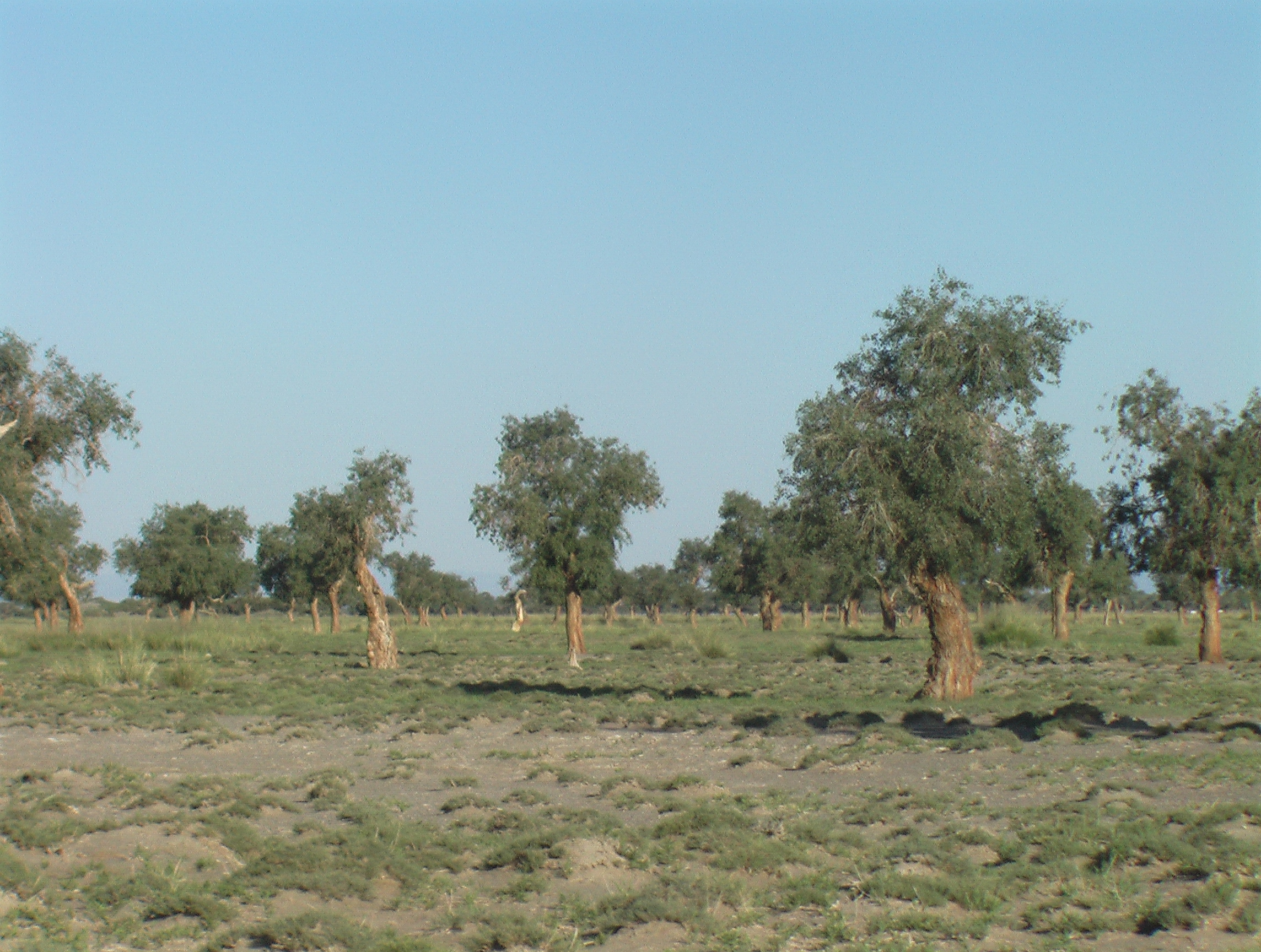
Pollancres d'Elx a Mongòlia

Pollancre d'Elx (Populus euphratica) és un arbre de poca alçària, l'aspecte del qual recorda l'eucaliptus; capçada d'un verd blavós. Fulles molt variables: lanceolades, ovades, triangulars, molt o poc dentades, etc., en un mateix arbre; normalment, però, les que predominen tenen un limbe molt característic en forma de cresta de gall, més ample que llarg i profundament dividit per 5 o 10 dents grans i agudes. Sinònims: om blanc. Als Països Catalans, només és present a la comarca del Baix Vinalopó, al País Valencià, on viu en sòls humits i més o menys salins. És una espècie introduïda; la seva àrea natural s'estén des de l'Àfrica del Nord fins als Himàlaies.